# Phaonia hirtifrons
Phaonia hirtifrons este o specie de muște din genul Phaonia, familia Muscidae, descrisă de Karl în anul 1940.
Este endemică în Germania. Conform Catalogue of Life specia Phaonia hirtifrons nu are subspecii cunoscute.